# Edouard Busschaert
Edouard Camille Busschaert (Aalbeke, 18 juni 1855 - Moeskroen, 3 februari 1911) was een Belgisch volksvertegenwoordiger. 

## Levensloop
Busschaert was notaris in Moeskroen. Hij was er ook gemeenteraadslid en schepen.
Verkozen tot katholiek volksvertegenwoordiger voor het arrondissement Kortrijk in 1902, vervulde hij dit mandaat tot in 1906. Hij werd toen niet herkozen, maar als opvolger op de lijst geplaatst, volgde hij in april 1908 Pierre Tack op en bleef zetelen tot hij overleed.